# Claudon
Claudon ist eine französische Gemeinde mit 216 Einwohnern (Stand: 1. Januar 2022) im Département Vosges in der Region Grand Est. Sie gehört zum Arrondissement Neufchâteau und zum Gemeindeverband Les Vosges côté Sud-Ouest. Die Bewohner werden Claudonnais und Claudonnaises genannt.

## Geografie

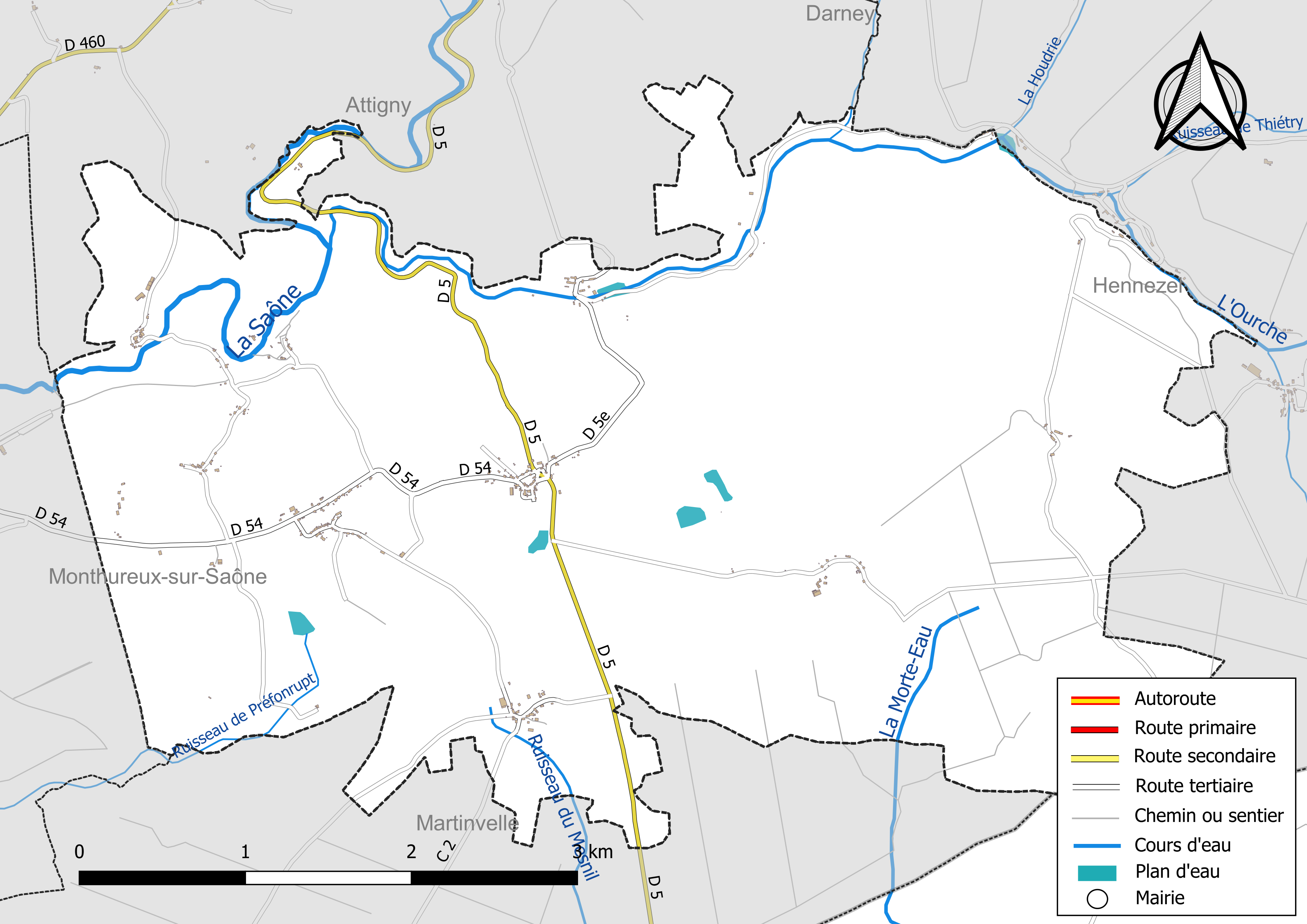
Gewässer und Straßen der Gemeinde

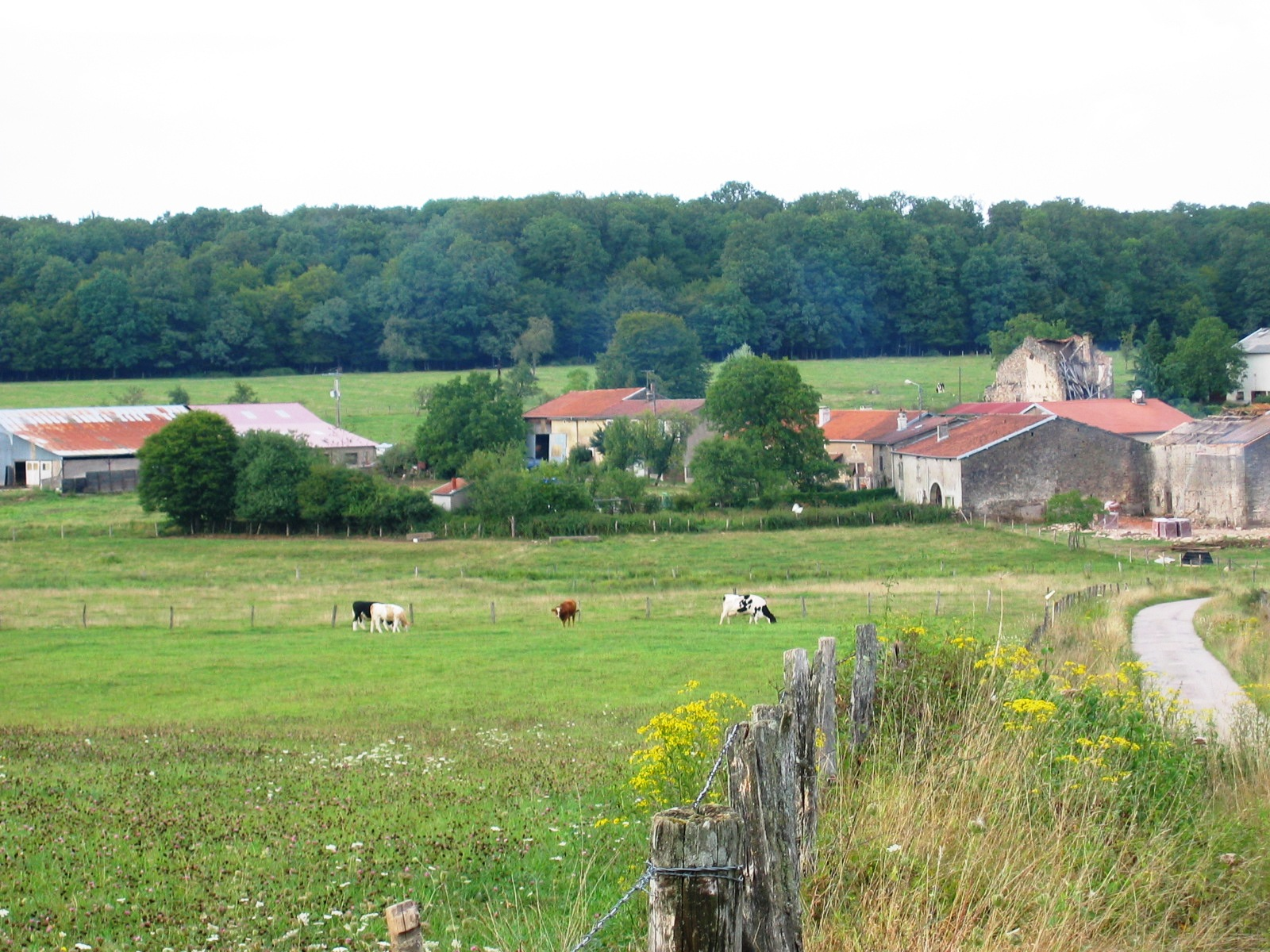
Ortsteil La Grande Catherine

Claudon befindet sich auf einer durchschnittlichen Höhe von etwa 310 m, etwa 36 Kilometer südwestlich von Épinal und etwa 20 Kilometer südöstlich von Vittel im äußersten Süden Lothringens an der Grenze zur Region Franche-Comté. Das 21,72 km² große Gemeindegebiet liegt auf dem Plateau der Vôge im Einzugsgebiet der oberen Saône. Durch die Gemeinde fließt die Ourche, die im Nordwesten in die Saône mündet.
Der weitaus größte Teil des Gemeindeareales gehört zum Forêt Domaniale de Darney, einem der größten zusammenhängenden Mischwaldgebiete in Lothringen. Landwirtschaftliche Nutzflächen finden sich nur auf den Rodungsinseln um den Kernort sowie um die Ortsteile. Zu Claudon gehören die Weiler Droiteval, La Grande Catherine, La Grange Rouge, La Sybille und Henricel.
Nachbargemeinden von Claudon sind Attigny im Norden, Hennezel im Osten, Passavant-la-Rochère im Südosten, Martinvelle im Süden sowie Monthureux-sur-Saône im Westen.

## Geschichte
Das Dorf wurde von einem keltischen Stamm auf einem Felsvorsprung über der Ourche angelegt. Aus dem keltischen Namen Clando wurde allmählich Claudon als Teil der Vogtei Darney und des Herzogtums Lothringen. Prägend für die Entwicklung der Gegend war die Gründung der Zisterzienserabtei Notre Dame de Droiteva (Kloster Droiteval) im Jahr 1130.
Nachdem in Lothringen überall Klöster und Priorate entstanden, ordnete der Herzog von Lothringen 1448 an, in den weiten Wäldern um Darney Glashütten zu errichten. Die Glasmacher siedelten in der Nähe der Glashütten, weit verstreut im Gebiet um Claudon und Hennezel. Taufen, Hochzeiten und Beerdigungen wurden in Attigny gefeiert. Eine eigene Pfarrei erhielt Claudon erst am 15. November 1763 mit der Fertigstellung der Kirche St. Guarinus (Saint-Guérin)
Mit der Ansiedlung von Mühlen und Schmieden etablierte sich Claudon allmählich zu einem kleinen Industriezentrum. Am Vorabend der Französischen Revolution bestanden in der Gemeinde Claudon elf Glashütten, sieben königliche Schmieden, drei Mühlen, ein Sägewerk und eine Fliesenmanufaktur. Seit dem Niedergang dieser frühen Industrien ist die Gemeinde eher land- und forstwirtschaftlich geprägt.

### Bevölkerungsentwicklung
| Jahr      | 1962 | 1968 | 1975 | 1982 | 1990 | 1999 | 2006 | 2013 | 2021 |
| Einwohner | 362  | 376  | 308  | 285  | 238  | 262  | 220  | 218  | 214  |

Im Jahr 1831 wurde mit 1574 Bewohnern die bisher höchste Einwohnerzahl ermittelt. Die Zahlen basieren auf den Daten von cassini.ehess und INSEE.

## Sehenswürdigkeiten

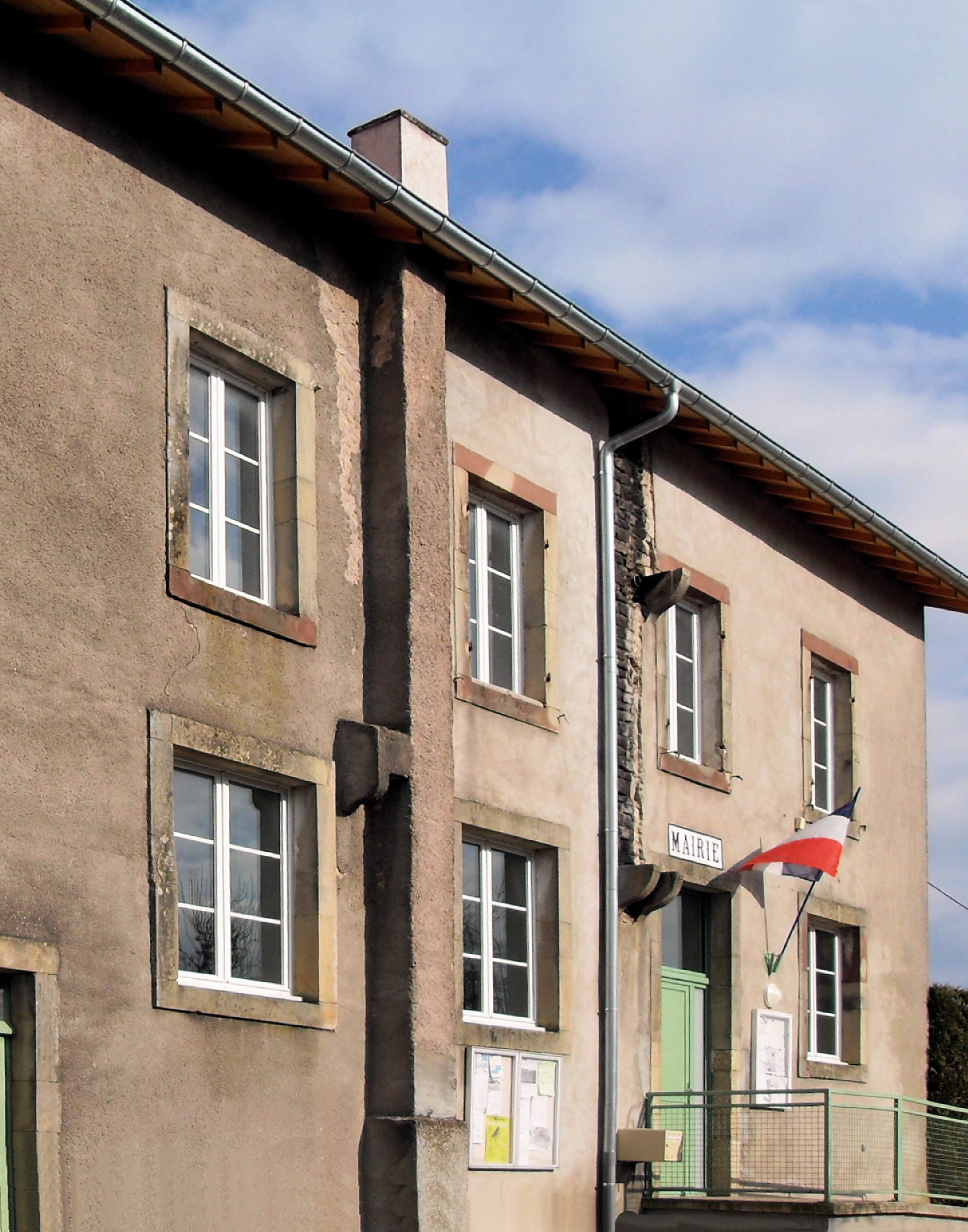
Bürgermeisteramt (Mairie)

- Kirche St. Guarinus (Saint-Guérin) aus dem Jahr 1765 mit einem Turm aus dem Jahr 1881
- Freiheitseiche neben der Kirche aus dem Jahr 1790
- 1130 gegründete Zisterzienserabtei Notre Dame de Droiteval (Kloster Droiteval)
- Pont Tatal, ein Viadukt über die Ourche der 1964 stillgelegten und hauptsächlich militärisch genutzten Bahnlinie con Jussey nach Uxegney, seit 1998 mit einer Plattform für Bungeespringer ausgestattet

Kirche St. Guarinus in Claudon
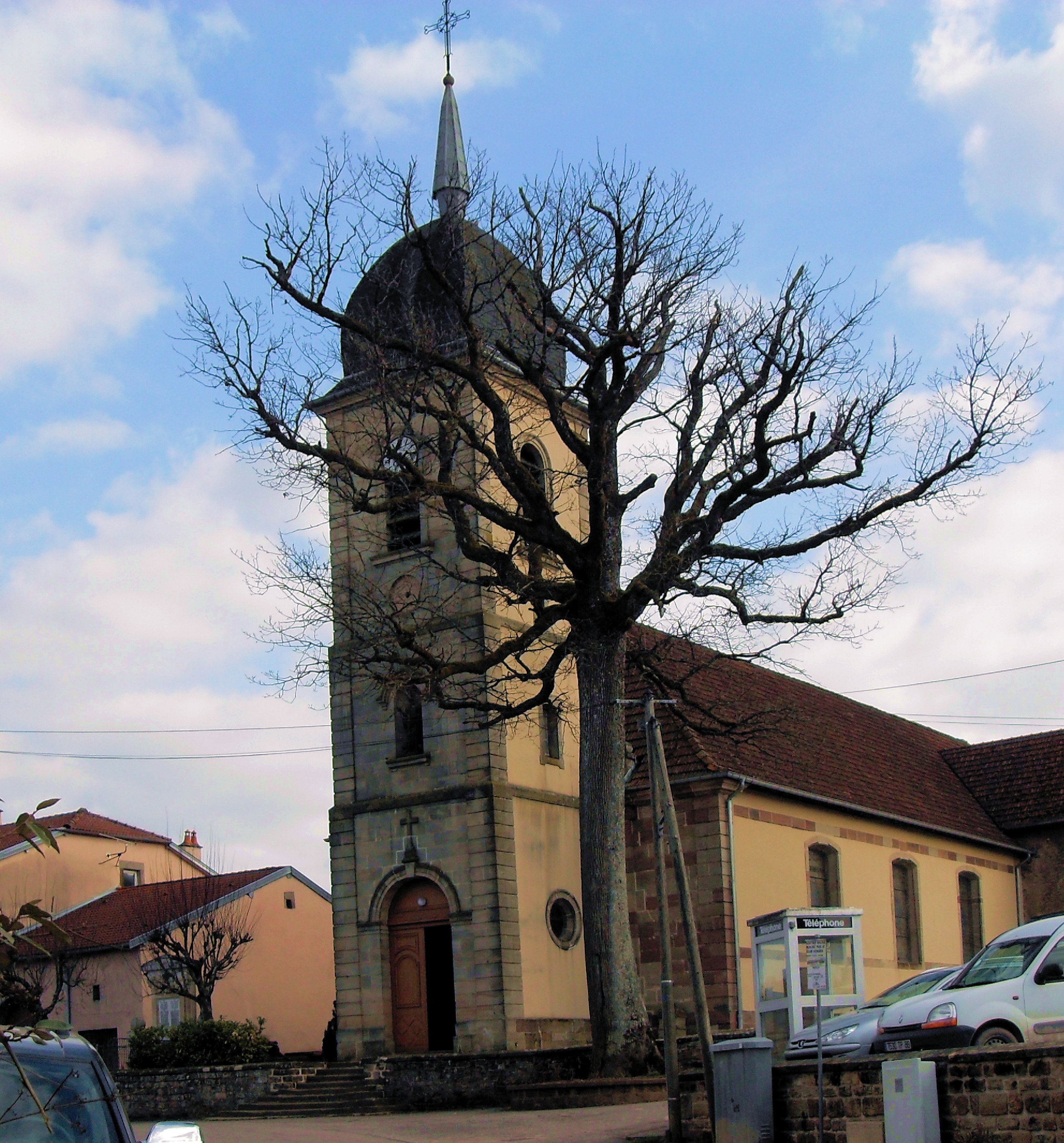
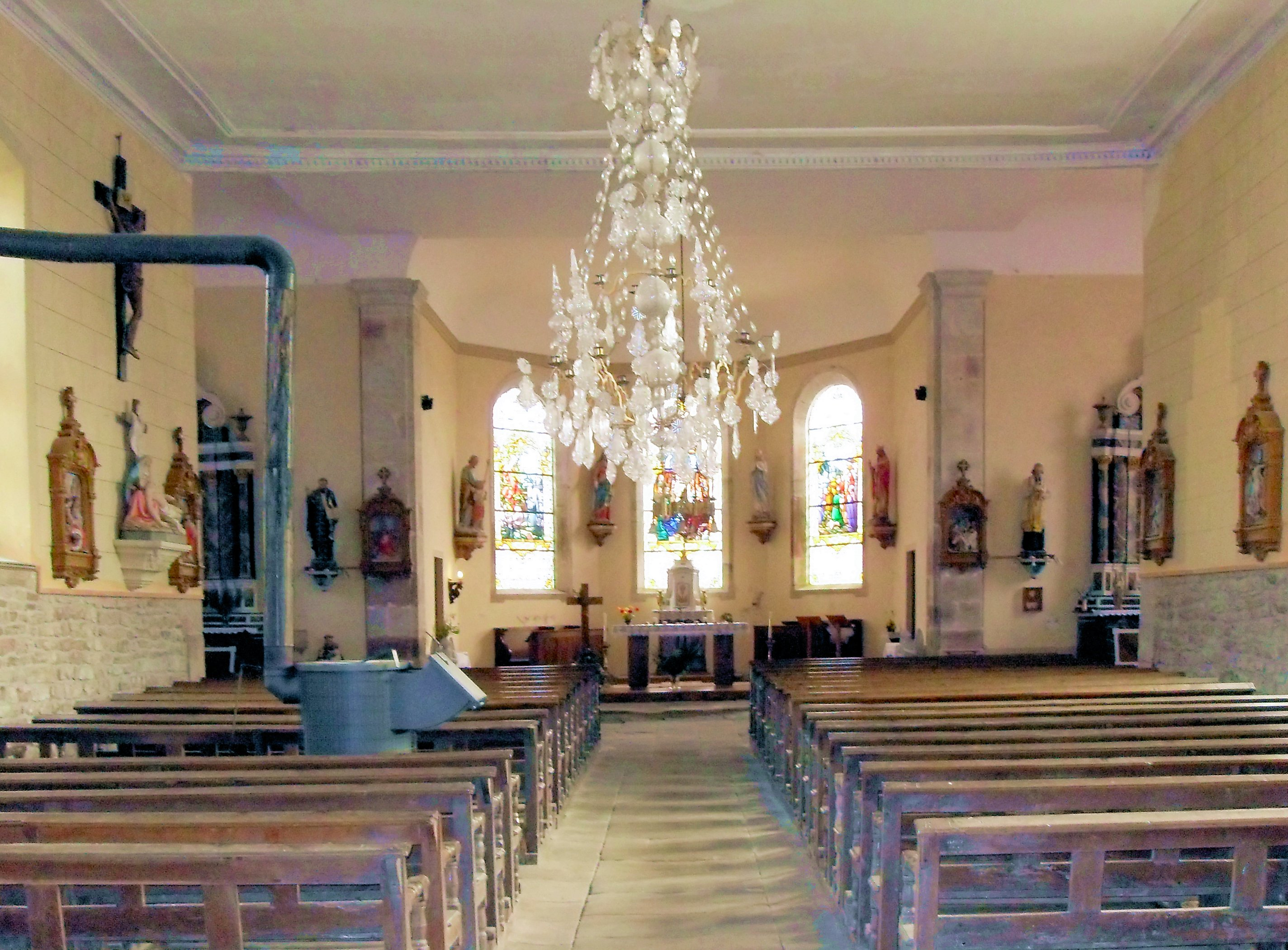

## Wirtschaft und Infrastruktur
In der Gemeinde sind sieben Landwirtschaftsbetriebe ansässig (Milchwirtschaft, Ziegen- und Schafzucht).
Durch Claudon führt die Landstraße von Darney über Passavant-la-Rochère nach Corre. Die nächsten Bahnhöfe befinden sich in Bains-les-Bains und Contrexéville.

## Belege
1. ↑  Geschichtsabriss (französisch) (Memento vom 1. Oktober 2023 im Internet Archive)
2. ↑  Claudon auf cassini.ehess
3. ↑  Claudon auf INSEE
4. ↑  Landwirtschaftsbetriebe auf annuaire-mairie.fr (französisch)